# Benedicto XIV (antipapa)
Bernard Garnier (c. 1370-c. 1450) fue un clérigo francés que fue proclamado como antipapa Benedicto XIV, en calidad de sucesor de Benedicto XIII, el Papa Luna, y actuó como papa en secreto aproximadamente desde 1427, aunque su elección para tal cargo resultó extremadamente absurda. 

## Historia
Poco antes de morir, el antipapa Benedicto XIII designó en el Castillo de Peñíscola a cuatro cardenales de entre sus clérigos leales de mayor confianza, encargándoles la elección de su sucesor. A la muerte de Benedicto XIII, tres de estos cardenales así designados se constituyeron en cónclave y designaron como sucesor del Papa Luna a un clérigo español con el título de Clemente VIII, quien sería el último pontífice sucesor de la antigua sede papal de Aviñón. 
No obstante, uno de estos cardenales seguidores de Benedicto XIII era el archidecano de Rodez, el francés Jean Carrier, quien se opuso totalmente la elección de sus colegas y para rechazarla se autoproclamó como equivalente al Colegio cardenalicio, convocó a un "cónclave" formado solo por sí mismo y de esta manera en 1425 «eligió» grotescamente a Bernard Garnier como pontífice, siendo éste un clérigo en funciones que había trabajado con Carrier anteriormente en la diócesis francesa de Rodez y que también había sido un decidido partidario de Benedicto XIII.
Semejante designación no fue comunicada a Clemente VIII ni a sus demás seguidores que aún seguían en Peñíscola, y Jean Carrier la mantuvo en secreto, ocultándola al propio Bernard Garnier, quien ejecutaba sus funciones clericales en el sur de Francia como sacristán, de manera normal. No obstante, una carta del Condado de Armañac a Juana de Arco reveló que «el archidecano de Rodez» (el propio Jean Carrier) conocía el paradero de Benedicto XIV y «que lo aceptaba como papa», pues en enero de 1427 el propio Jean Carrier había revelado esta designación secreta al conde Jean IV de Armagnac, su protector. Al estallar este escándalo, Bernard Garnier, quien se hallaba entonces al servicio de los condes de Foix, negó toda relación vigente con Carrier y rechazó haber intentado siquiera revivir el cisma dentro de la Iglesia católica. Absuelto de toda culpa, Garnier continuó su carrera eclesiástica en Francia durante varios años más aunque se conservan registros según los cuales continuamente sufrió molestias y ataques como resultado de haber sido nombrado antipapa por un cardenal cismático.